# 川本智徳
川本 智徳（かわもと とものり、1959年5月1日 - ）は、熊本県八代市出身の元プロ野球選手（投手）。

## 来歴・人物
熊本県の八代工では、1977年夏の甲子園県予選準々決勝に進出するが、専大玉名高に9回サヨナラ負け。甲子園には出場できなかった。
本格派右腕として期待され、1977年のプロ野球ドラフト会議で日本ハムファイターズに4位指名され入団した。
1983年に一軍初登板、同年には初勝利をあげる。
1984年オフ、日本ハムを戦力外となり西武ライオンズと打撃投手として契約した。
1985年シーズン途中に選手契約、現役復帰を果たした。
1986年には5先発を含む17試合に起用され、日本シリーズでも第3戦に登板している。
1987年の開幕直前に、栗岡英智との交換トレードで村井一男と共に中日ドラゴンズに移籍した。前年オフに落合博満を獲得とした大型トレードで多くの投手を放出した影響による補強とされた。オープン戦最終戦、谷沢健一の引退試合となるナゴヤ球場の試合で先発。この年も公式戦で5試合に先発した。
1988年は一軍での登板はなく、同年限りで引退。なお、川本が所属した3球団は、川本が在籍中に優勝している（日本ハム・1981年、西武・1985年 - 1986年、中日・1988年）。
引退後は日本ハムのスカウトを務めた。
右のオーバースローから、カーブ、スライダー、フォークボールを武器とした。

## 詳細情報

### 年度別投手成績
| 年 度     | 球 団     | 登 板 | 先 発 | 完 投 | 完 封 | 無 四 球 | 勝 利 | 敗 戦 | セ 丨 ブ | ホ 丨 ル ド | 勝 率 | 打 者 | 投 球 回 | 被 安 打 | 被 本 塁 打 | 与 四 球 | 敬 遠 | 与 死 球 | 奪 三 振 | 暴 投 | ボ 丨 ク | 失 点 | 自 責 点 | 防 御 率 | W H I P |
| --------- | --------- | ----- | ----- | ----- | ----- | -------- | ----- | ----- | -------- | ----------- | ----- | ----- | -------- | -------- | ----------- | -------- | ----- | -------- | -------- | ----- | -------- | ----- | -------- | -------- | ------- |
| 1983      | 日本ハム  | 4     | 0     | 0     | 0     | 0        | 1     | 0     | 0        | --          | 1.000 | 42    | 11.2     | 4        | 0           | 5        | 0     | 0        | 8        | 0     | 0        | 1     | 0        | 0.00     | 0.77    |
| 1985      | 西武      | 2     | 0     | 0     | 0     | 0        | 0     | 0     | 0        | --          | ----  | 17    | 4.0      | 2        | 1           | 3        | 0     | 0        | 0        | 0     | 0        | 1     | 1        | 2.25     | 1.25    |
| 1986      | 西武      | 17    | 5     | 1     | 0     | 0        | 1     | 0     | 0        | --          | 1.000 | 209   | 49.2     | 54       | 3           | 9        | 1     | 2        | 17       | 1     | 0        | 17    | 15       | 2.72     | 1.27    |
| 1987      | 中日      | 8     | 5     | 0     | 0     | 0        | 1     | 2     | 0        | --          | .333  | 113   | 24.0     | 31       | 5           | 11       | 0     | 1        | 8        | 1     | 0        | 19    | 17       | 6.38     | 1.75    |
| 通算：4年 | 通算：4年 | 31    | 10    | 1     | 0     | 0        | 3     | 2     | 0        | --          | .600  | 381   | 89.1     | 91       | 9           | 28       | 1     | 3        | 33       | 2     | 0        | 38    | 33       | 3.32     | 1.33    |

### 記録
初記録
- 初登板：1983年4月14日、対西武ライオンズ3回戦（後楽園球場）、9回表に3番手で救援登板・完了、1回無失点
- 初奪三振：同上、9回表に行沢久隆から
- 初勝利：1983年4月16日、対近鉄バファローズ1回戦（後楽園球場）、3回表に2番手で救援登板、5回無失点
- 初先発登板：1986年7月9日、対ロッテオリオンズ8回戦（西武ライオンズ球場）、7回1/3を2失点
- 初先発勝利・初完投勝利：1986年8月14日、対阪急ブレーブス20回戦（西武ライオンズ球場）、9回1失点

その他の記録
- プロ1勝目から3勝目までを全て異なる所属球団で記録 ※史上初[2]

### 背番号
- 48（1978年 - 1983年）
- 91（1984年）
- 77（1985年）
- 49（1986年 - 1987年途中）
- 45（1987年途中 - 1988年）